# Elen Grigorjan
Elen Grigorjan (armenisch Էլեն Գրիգորյան; * 3. Januar 1988) ist eine armenische Gewichtheberin.
Sie nahm erstmals 2010 an den Weltmeisterschaften teil und erreichte in der Klasse bis 53 kg den zwölften Platz. Bei den U23-Europameisterschaften im selben Jahr gewann sie die Silbermedaille. Zweite war sie auch bei den Europameisterschaften 2011. Allerdings wurde sie bei der Dopingkontrolle positiv auf Metandienon getestet und für zwei Jahre gesperrt. Nach ihrer Sperre wurde sie bei den Europameisterschaften 2014 Zehnte in der Klasse bis 48 kg.